# Steffen Radochla
Steffen Radochla (Borna, 19 ottobre 1978) è un dirigente sportivo ed ex ciclista su strada tedesco, attivo come professionista dal 2001 al 2013. Dal 2015 ricopre ruoli di direttore sportivo.

## Palmarès

### Strada
- 2000 (Bunte Berte Leipzig, due vittorie)

1ª tappa Sachsen-Tour International
Rund um Berlin
- 2001 (Festina, una vittoria)

2ª tappa Étoile de Bessèges (Septémes les Vallons > Miramas)
- 2002 (Team Coast, tre vittorie)

5ª tappa Sachsen-Tour International (Bautzen > Großenhain)
4ª tappa. 1ª semitappa Hessen-Rundfahrt (Bensheim > Viernheim)
Grote Prijs Rik Van Steenbergen
- 2003 (Team Bianchi, una vittoria)

1ª tappa Österreich-Rundfahrt (Salisburgo > Salisburgo)
- 2006 (Team Wiesenhof Akud, tre vittorie)

3ª tappa Giro del Capo (Paarl > Paarl)
5ª tappa Giro del Capo (Città del Capo > Città del Capo)
3ª tappa Tour du Poitou-Charentes (Parthenay > Chauvigny)
- 2007 (Team Wiesenhof-Felt, due vittorie)

2ª tappa Rheinland-Pfalz-Rundfahrt (Landau in der Pfalz > Worms)
Veenendaal-Veenendaal
- 2008 (ELK Haus-Simplon, due vittorie)

5ª tappa Szlakiem Grodów Piastowskich (Polkowice > Polkowice)
Neuseen Classics
- 2010 (Nutrixxion-Sparkasse, una vittoria)

4ª tappa Volta ao Alentejo (Redondo > Évora)
- 2011 (Nutrixxion-Sparkasse, una vittoria)

4ª tappa Wyścig Solidarności i Olimpijczyków (Radomsko > Łódź)
- 2012 (NSP-Ghost, una vittoria)

Puchar Uzdrowisk Karpackich

#### Altri successi
- 2000 (Bunte Berte Leipzig)

Criterium Recklinghausen
- 2002 (Team Coast)

Henk Vos Memorial
- 2003 (Team Bianchi)

Rund um Leipzig
- 2005 (Team Wiesenhof)

Classifica a punti Giro della Bassa Sassonia
- 2006 (Team Wiesenhof Akud)

Classifica a punti Tour de Langkawi
Rund um die Burg
- 2008 (ELK Haus-Simplon)

Criterium Krefeld
Prologo Österreich-Rundfahrt (Klausen-Leopoldsdorf)
Criterium Steinhagen
- 2009 (ELK Haus-Simplon)

Criterium Schwaz
- 2012 (NSP-Ghost)

Classifica scalatori Bayern Rundfahrt

## Piazzamenti

### Classiche monumento
- Milano-Sanremo

2002: 148º
- Giro delle Fiandre

2004: ritirato
2013: ritirato
- Parigi-Roubaix

2001: ritirato
2003: ritirato
2004: 68º
2007: ritirato
2013: ritirato